# Erwin M. Wuttke
Erwin M. Wuttke (* 30. April 1904 in Breslau; † 22. Mai 1977 in Straubing) war ein schlesischer Arbeiterdichter und Schlosser.

## Leben
Wuttke wuchs in Breslau auf und lebte mit den Eltern und zwei Schwestern in einfachen Verhältnissen. Sein Vater war Druckereiarbeiter und Sozialdemokrat und mit Paul Löbe, dem späteren SPD-Reichstagspräsidenten, bekannt. Wuttke absolvierte von 1918 bis 1922 eine Ausbildung zum Schlosser und arbeitete im Kessel- und Maschinenbau. Infolge der Inflation wurde er jedoch bald arbeitslos und übte verschiedene Gelegenheitstätigkeiten aus. Auch wenn er nie Parteimitglied war, engagierte er sich als „aktives Nicht-Mitglied“ in der SPD und trat mehrfach bei Parteiveranstaltungen als Komiker und Rezitator politischer Gedichte auf. Außerdem arbeitete er in den 1920er Jahren zeitweilig als Journalist bei der sozialdemokratischen Volkswacht. Im Jahre 1930 lernte er Anna Läufer, genannt Liesbeth, in Breslau kennen und die beiden heirateten 1931. Der gemeinsame Sohn Heinz wurde am 19. August 1931 geboren.
1944 wurde er als Soldat im Zweiten Weltkrieg eingezogen. Aufgrund mehrerer Erkrankungen hielt er sich in der folgenden Zeit in verschiedenen Kriegslazaretten auf. Nach seiner Gefangennahme am 28. März 1945 durch die US-amerikanische Armee durchlief Wuttke mehrere Gefangenenlager und sein Gesundheitszustand verschlechterte sich weiter. Nach Kriegsende lebte die Familie im niederbayrischen Straubing, während der gemeinsame Sohn Heinz ab 1946 bei Verwandten in Frankfurt am Main lebte. Wuttke bezog aufgrund seiner gesundheitlichen Probleme eine Berufsunfähigkeitsrente und lebte so mit der Frau Liesbeth in Armut und relativer Isolation. Da die Rückkehr nach Breslau aus politischen Gründen unmöglich war, hielt er brieflichen Kontakt mit einigen Bekannten und Verwandten aus Breslau. Den intensivsten Austausch hatte er mit seinem Vetter Joachim Kallée, der ihn bereits früh in seiner schriftstellerischen Arbeit unterstützte und später sein Verleger wurde. 1961 erschien Wuttkes Gedichtband Hammer und Herz, verlegt durch Joachim Kallée und erschienen in der Hoehlschen Buchdruckerei in Bad Hersfeld, der 46 Gedichte des Autors aus mehreren Jahrzehnten umfasst.
Wuttke verstarb nach langer Krankheit am 22. Mai 1977 in Straubing.

## Schriftstellerische Tätigkeit
Wuttke verfasste nach eigenen Angaben mehrere hundert Gedichte, von denen allerdings viele bei der Flucht aus Breslau verloren gegangen sind, außerdem eine Aphorismensammlung und einige Rezensionen bekannter Romane, Sachbücher und Fernsehfilme, die unveröffentlicht blieben und in seinem Nachlass zu finden sind. In seinen Gedichten thematisiert Wuttke oft die Arbeitswelt (Fabrik, Hammerschmiede, Im Werk u. a.), Kriegserfahrungen aus dem Zweiten Weltkrieg (Weihnacht in der Kaserne, Sterbender Soldat, Nicht weit vom Lager …, Helmloser Soldat u. a.) und den Verlust der schlesischen Heimat. Den Tod betrachtete er selbst als ein Lebensthema, das er in vielen Texten bearbeitete. Die ersten literarischen Versuche unternahm Wuttke während seiner Lehrzeit als Schlosser. Einzelne Gedichte wurden bereits in den 1920er Jahren in der politischen Zeitschrift Volkswacht und einer weiteren Arbeiterzeitung in Breslau veröffentlicht. Nach mehreren erfolglosen Versuchen, seine Texte bei Verlagen zur Publikation zu bringen, veröffentlichte er 1961 mit Joachim Kallée als Verleger den 46 Gedichte umfassenden Band „Hammer und Herz“ in der Hoehlschen Buchdruckerei in Bad Hersfeld. Darüber hinaus wurden einige seiner Gedichte in der Zeitschrift Der Schlesier in Recklinghausen abgedruckt.
Erwähnung fanden sein Werk und seine Person im 3. Band von Arno Lubos’ Geschichte der Literatur Schlesiens, im Schlesischen Heimatkalender und in der Zeitschrift Der Schlesier. Kommerzieller Erfolg und breite gesellschaftliche Anerkennung blieben jedoch aus. Der Nachlass von Erwin Wuttke befindet sich im Fritz-Hüser-Institut in Dortmund. Er umfasst zahlreiche Manuskripte und Typoskripte des Dichters sowie autobiografische Texte, Lebensdokumente und Korrespondenz.

## Werke
- Hammer und Herz. Hoehlsche Buchdruckerei, Bad Hersfeld 1961, DNB 455775230.